# Beringin (Medan Selayang)
Beringin is een bestuurslaag in het regentschap Medan van de provincie Noord-Sumatra, Indonesië. Beringin telt 8347 inwoners (volkstelling 2010).